# Halo (breakdance)
De halo is een extreme variant op de windmill.
Gedurende deze move blijft de schedel van de breaker onafgebroken in contact met de grond, terwijl zijn bovenlichaam en benen in cirkelvorm - oftewel in de vorm van een halo - boven het hoofd blijven ronddraaien. De handen worden nauwelijks gebruikt.
Als halo's worden uitgevoerd in een diagonale positie ten opzichte van de grond, dan zwaaien de benen rakelings langs de vloer. Hoe verticaler, hoe meer de halo op een headspin gelijkt. Echter het grote verschil tussen de twee moves is dat voor de halo het blijven afzetten met de handen en het actief rondzwaaien met de benen onmisbaar zijn voor het behouden van impuls, terwijl headspins kunnen blijven roteren zonder deze twee vereisten.